# Bombus grahami
Espèce
Bombus grahami est une espèce de bourdons du sous-genre Alpigenobombus.